# 시장과 독립
시장과 독립(市長과 獨立, 체코어: Starostové a nezávislí)은 체코의 중도우파 정당으로, 2004년 설립되었다. 2017년, 2018년 총선거 결과, 체코 하원의 경우 TOP 09에 이어 제9당인 반면 체코 상원의 경우 시민민주당에 이어 제2당이다.